# Petir (Kalibagor)
Petir is een bestuurslaag in het regentschap Banyumas van de provincie Midden-Java, Indonesië. Petir telt 2959 inwoners (volkstelling 2010).